# Pledis Entertainment
Pledis Entertainment (hangul: 플레디스 엔터테인먼트) – południowokoreańska agencja talentu i wytwórnia, założona przez Han Sung-soo w 2007 roku.
Son Dam-bi była pierwszą artystką, która zadebiutowała pod marką wytwórni Pledis Entertainment w 2007 roku. Do wytwórni należą także takie zespoły jak fromis_9 oraz Seventeen.
W maju 2020 roku Big Hit Entertainment zostało największym udziałowcem firmy. Pledis zachowało swoją dotychczasową niezależność twórczą i wykonawczą.

## Artyści
Wszyscy artyści z Pledis Entertainment znani są zbiorczo pod nazwą Happy Pledis.
| - Seventeen - fromis_9 (od 2021) - TWS - Bumzu - Kyulkyung - Yehana - Sungyeon | - Baekho (NU’EST) - Jun (Seventeen) - Minhyun (NU’EST) - Nana (After School) |

## Byli artyści
- Son Dam-bi (2007–2015)[5]
- After School (2009-2019)
  - Soyoung (2009)
  - Bekah (2009–2011)
  - Jooyeon[6] (2009–2014)
  - Kahi (2009–2015)
  - Jungah[7] (2009–2016)
  - Uee (2009–2017)
  - Lizzy (2010–2018)
  - Kaeun (2012–2019)
  - Raina (2009–2019)
  - E-Young (2011–2020)
- Hello Venus (2012–2014, wspólnie z Fantagio 'Tricell Media')
  - Ara (2011–2014)
  - Yoonjo (2012–2014)
- NU’EST (2012–2022)
  - NU’EST-M (2013–2014)
    - Jason (2013–2014)

  - NU’EST W (2017–2018)
    - JR (2012–2022)
    - Aron (2012–2022)
    - Ren (2012–2022)
- Pristin (2016–2019)
  - Nayoung (2016–2019)
  - Roa (2016–2019)
  - Eunwoo (2016–2019)
  - Rena (2016–2019)
  - Yuha (2016–2019)
  - Xiyeon (2016–2019)
  - Kyla (2016–2019)
- Han Dong-geun a.k.a Donny Han (2013–2019)